# Wybrzeże w Étretat po burzy
Wybrzeże w Étretat po burzy (fr. La falaise d’Étretat après l’orage) – obraz olejny francuskiego malarza Gustave’a Courbeta przechowywany w paryskim   Musée d’Orsay.
Courbet w 1869 wykonał czternaście widoków plaż i wiele obrazów, które za główny temat miały fale. Latem 1869 malarz kolejny raz wyjechał do Étretat, na  normandzkie  wybrzeże kanału La Manche. Zamieszkał w domu położonym w bezpośredniej bliskości morza i klifu, który stał się tematem kilku jego obrazów, z których Wybrzeże w Étretat po burzy uznawane jest za najlepszy.
Obraz przedstawia fragment wybrzeża po burzy. Niebo w oddali jest przyciemnione, a fale wzburzone i spienione. Malarz starannie oddał przejrzystość powietrza po burzy: światło jest jasne, a cienie ostre. Dużą część obrazu zajmują jasne skały, namalowane w dokładny sposób oddający ich nierówności i załamania. Klif kończy się w morzu naturalnym łukiem skalnym nazywanym Porte d’Aval. Masywność skał jest zrównoważona przez niebo pokryte obłokami i morze rozciągające się w dal. Na pierwszym planie widać czarne łodzie kontrastujące kolorem z jasnym piaskiem plaży, są one jedynym śladem obecności człowieka. Wnętrze łodzi jest widoczne i oddane ze szczegółami. Obraz jest pozbawiony ludzkich sylwetek, dominuje na nim natura, potężna i odwieczna.
W przypadku Wybrzeża w Étretat Courbet wykroczył poza obowiązujące wówczas zasady sztuki malarskiej – pejzaż morski był dla artystów często tłem do scen, a Courbet uczynił go głównym bohaterem swego obrazu; a dodatkowo zrobił to na płótnie o stosunkowo dużym formacie, dotąd mariny miały niewielkie rozmiary.
Obraz został wystawiony w 1870 na Salonie wraz z innym, również powstałym w Normandii, „Falą” (fr. La mer orageuse lub La Vague). Zarówno Wybrzeże jak i Fala zostały przychylnie przyjęte i umocniły sławę Courbeta jako jednego z najważniejszych malarzy swoich czasów. Obydwa obrazy mogą być uważane za rodzaj dyptyku – mają podobne rozmiary i przedstawiają morze w dwóch kontrastujących ze sobą stanach, sztormu i spokoju po burzy.